# Хабеша
Хабеша или абиси́нци (геез: ሐበሠተ [Ḥäbäśät / Ḥabäśät]; амхарски: ሐበሻ, አበሻ [Häbäša, 'äbäša]; тигриня: ሓበሻ [Ḥabäša / al-Ḥabašah]) е южна група от семитоезични народи, чиито културни, езикови корени водят до народи, които са управлявали Аксумското царство и царство Даамат.
Терминът произхожда от семитски езици. Най-ранната му употреба е в южноарабски надпис от 2 – 3 век.
Народите, наричани „хабеша“, днес включават етнически групи в Етиопия и Еритрея: амхара, тиграй-тигриня и тигре.
По религия са главно източни християни (Етиопска православна църква), с изключение на преимуществено мюсюлманския народ тигре. Народностите амхара и тиграй съставляват около 33 % населението на Етиопия (около 24,6 млн. амхара и 5,5 млн. тигре), а тигриня и тигре съставляват общо 85 % (55 % и 30 % съответно) от населението на Еритрея (около 5 от 5,9 млн. души).
По-широко определение на термина включва сегменти от семитоезичните народи гураге на югозапад и харари на изток и югоизток поради силните им исторически връзки с амхара и тигре.
В най-широкия смисъл на думата хабеша (абисинец) може да се отнася изобщо за жител на Етиопия или Еритрея.